# Universidade Nacional Timor Lorosa'e
A Universidade Nacional Timor Lorosa'e (único nome oficial, em português; em tétum seria Universidade Nasionál Timór Lorosa'e), UNTL, é uma universidade pública de Timor-Leste, única do tipo no país.
Fundada em 2000, em sequência da independência da nação, sua história pode ser remontada, através da Faculdade de Educação, ao período colonial português, quando surgiram as primeiras escolas superiores públicas preparatórias de professores.
Com seis campus, nove faculdades e sete centros de pesquisa, é a maior universidade timorense no que se refere ao número de alunos, docentes e orçamento. Formadora da elite intelectual do país, é também referência nacional no ensino, pesquisa e extensão, os tripés do ensino superior. Em 2017, a universidade foi classificada pelo ranking Webometrics Ranking of World Universities como a melhor universidade do seu país.
É um universidade multilíngue, sendo o maior centro de pesquisas do tétum, a outra língua oficial de Timor, porém, tendo suas aulas ministradas em língua portuguesa por padrão. Tem sua sede na cidade de Díli, a capital nacional.

## História

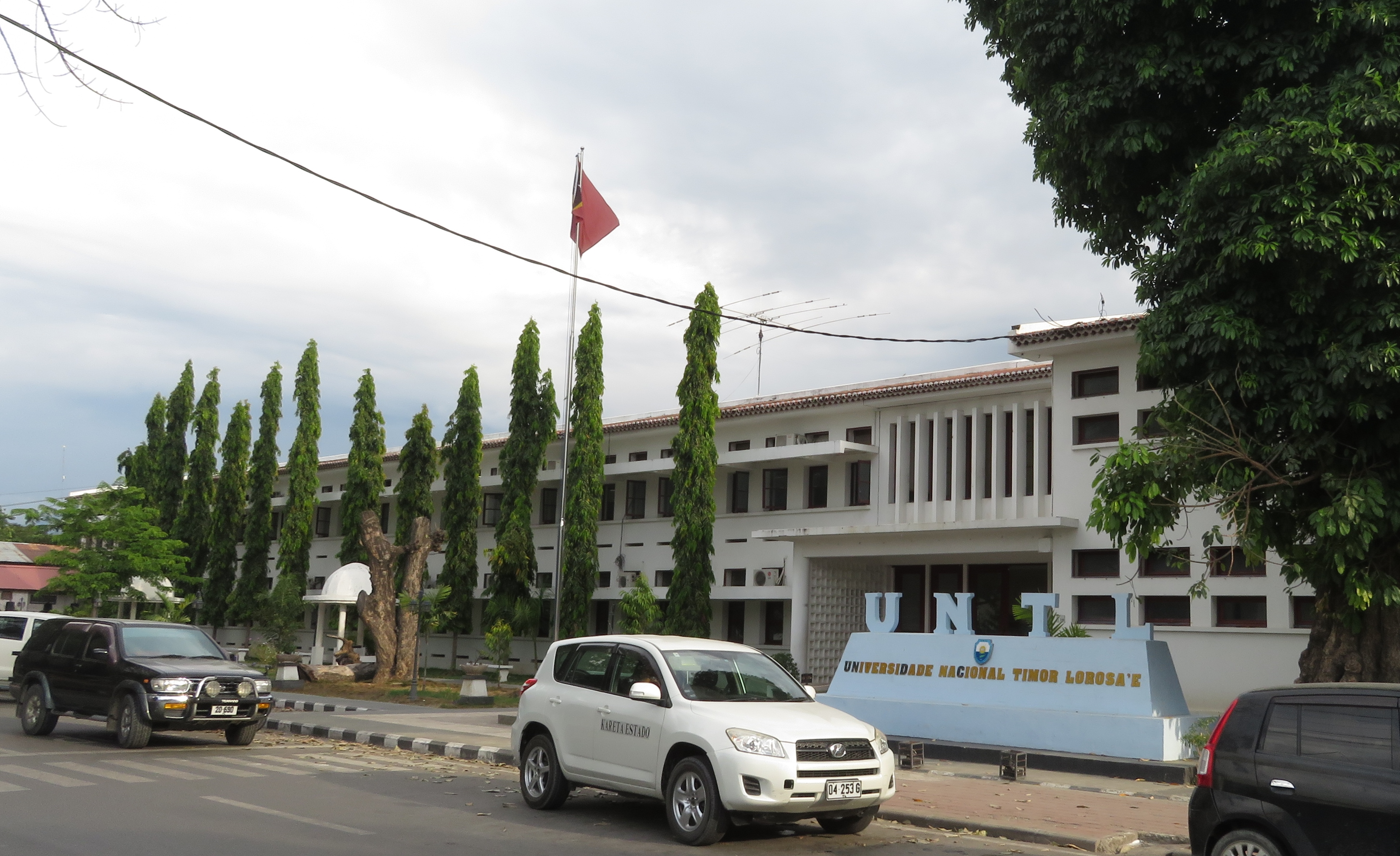
Universidade Nacional Timor Lorosa'e

O percurso ensino superior no país iniciou-se ainda no tempo do Timor Português, quando em 15 de maio de 1965, por meio da portaria nº 3616, do governador Alberty Correia, foi criada a Escola de Habilitação de Professores Engº Canto Resende (EHPECR; também chamada Escola de Posto Escolar de Dili), que deveria se preocupar com a formação de docentes do ensino primário, com especialização para língua portuguesa e cálculos básicos. Em 24 de maio de 1975 a Escola Engº Canto Resende foi extinta, dando lugar ao Curso Geral de Magistério e Formação de Professores do Ensino Preparatório; quando da invasão indonésia, em 7 de dezembro de 1975, foi fechado o Curso Geral e interrompida a formação de professores no território timorense.
Com a extinção da única escola superior de Timor, a ilha ficou sem formação de quadros docentes mínimos, inclusive para ensino do indonésio (único idioma oficial e permitido após a ocupação), fato que levou o governo da Indonésia a recriar, em 1979, o Curso Geral na sua antiga estrutura, sob o nome Curso Educacional para Professores; a instituição foi integralmente repassada à UnTim quando esta foi criada, constituindo a Faculdade de Educação.
Em 1 de outubro de 1986, em plena época de ocupação indonésia, por iniciativa do então governador Mário Carrascalão e da Fundação Loro Sae, foi fundada a Universidade Timor Timur (UnTim; ou Universitas Timor Timur). Era uma instituição privada vocacionada para a formação de gestores intermédios, técnicos agrícolas e professores do ensino secundário para a província de "Timor Timur". Não tinha cursos como arquitectura, direito ou medicina, nem desenvolvia investigação, e os contactos internacionais eram rigorosamente controlados. Entre 1998 e 1999 a UnTim chegou a ter 4 mil estudantes e 73 professores. No entanto, as autoridades indonésias acabariam por mandar encerrar a universidade em abril de 1999, na sequência das manifestações em prol da realização do referendo pela independência.
Em setembro de 1999, os militares indonésios e as milícias que apoiavam a integração iniciaram um processo de destruição sistemática das infra-estruturas vitais do país, do qual resultou a destruição de 95% dos estabelecimentos de ensino básico, secundário e superior. As instalações da universidade, bem como todo o seu ativo fixo e circulante, foram completamente destruídos.

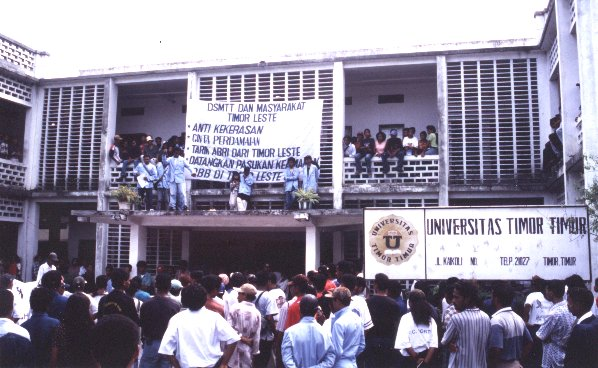
Assembleia da Associação de Solidariedade dos Universitários e da Juventude Estudantil de Timor-Leste (DSMTT), definindo as pautas de protesto durante a greve estudantil contra a violência e pela Independência de Timor, no campus da UnTim, em novembro de 1998.

Apesar de não contar com orçamento inicial da Administração Transitória das Nações Unidas em Timor-Leste (UNTAET), graças ao esforço de professores e alunos de origem timorense, a Universidade Nacional Timor Lorosa'e (UNTL) pôde começar a leccionar para 5 mil alunos logo em 17 de Novembro de 2000, sob a liderança do reitor Armindo Maia. Havia poucos professores timorenses quando da criação da universidade, visto que a maior parte dos docentes de ensino superior da jovem nação eram de origem indonésia, e deixaram o país após a independência de Timor.
Com o apoio internacional, a nova UNTL fixou-se nas instalações restauradas do antigo Liceu Dr. Francisco Machado, da antiga Escola Técnica Dr. Silva Cunha, na antiga Escola Engº Canto Resende e, mais tarde, também no espaço do antigo Politécnico de Hera e no edifício que antes tinha albergado a UnTim. Isto apesar da maioria das salas de aula estarem, nos primeiros anos, praticamente despojadas do material essencial ao ensino, incluindo mobília. Para além disso, muitas das pessoas tecnicamente mais habilitadas para o ensino superior acabaram por ser atraídas para lugares no governo ou na administração pública do jovem país.
Entre 2000 e 2002 a UNTL passou por uma grande reforma administrativa que coincidiu com a criação de cinco faculdades, constituídas por 13 Departamentos:
- Agricultura, com os cursos de Agropecuária, Agronomia e Agronegócio;
- Ciências Políticas e Sociais, com os cursos de Ciências Governamentais e Administração Pública;
- Ciências de Educação, com os cursos de Biologia, Matemática, Língua Inglesa e Língua Indonésia;
- Economia, com os cursos de Contabilidade e Gestão;
- Engenharia, com os cursos de Engenharia Civil, Mecânica, e Eletrotécnica.

Em 2001 foram criados o Centro Nacional de Investigação Científica (CNIC) e o Instituto Nacional de Linguística (INL); a partir de 2004, com apoio da Fundação das Universidades Portuguesas e de instituições brasileiras foram realizadas outras reformas, coincidindo na criação de mais faculdades, sendo que em 2016 a instituição já abrigava nove destas; neste período quem liderou a instituição foram os reitores Benjamim Côrte-Real e Aurélio Guterres (primeiro reitor eleito pela comunidade).
A partir de 2007 foram oferecidos os primeiros cursos de pós-graduação lato sensu em Timor-Leste na Faculdade de Ciências da Educação, por iniciativa da UNTL e da cooperação brasileira, no âmbito do "Programa de Capacitação de Docentes e Ensino da Língua Portuguesa". Em 2009, foi criado um programa de pós-graduação (mestrado) na área de avaliação, na Faculdade de Ciências da Educação, e um outro no domínio de ciências e tecnologia na Faculdade de Engenharia, ambos stricto sensu.
Em 2016 a comunidade universitária, indiretamente, pode escolher pela segunda vez o seu reitor, elegendo o professor Francisco Martins, e; em 2020 elegeu, novamente via sistema indireto, o professor João Soares Martins como novo reitor.

## Estrutura
Em 2016 existiam 37 cursos superiores, organizados em nove faculdades:

### Faculdade de Agricultura
Sediada no campus Central, oferta os seguintes cursos:
- Licenciatura em Agro Sócio-Economia
- Licenciatura em Agro-Pecuária
- Licenciatura em Agronomia
- Bacharelato em Saúde Animal

### Faculdade de Ciências Exatas
Sediada no campus Balide, oferta o seguinte curso:
- Licenciatura em Ciências Exatas - Habilitação em Matemática, Física ou Química

### Faculdade de Ciências Sociais
Sediada no campus Caicoli, oferta os seguintes cursos:
- Licenciatura em Administração Pública
- Licenciatura em Ciências Políticas
- Licenciatura em Comunicação Social
- Licenciatura em Desenvolvimento Comunitário
- Licenciatura em Políticas Públicas
- Licenciatura em Relações Internacionais

### Faculdade de Direito
Sediada no campus Central, oferta o seguinte curso:
- Licenciatura em Direito Geral

### Faculdade de Economia e Gestão
Sediada no campus Escola Engº Canto Resende, oferta os seguintes cursos:
- Licenciatura em Ciências Económicas e Estudo do Desenvolvimento
- Licenciatura em Contabilidade
- Licenciatura em Gestão
- Licenciatura em Turismo

### Faculdade de Educação, Artes e Humanidades
Considerada herdeira da Escola de Habilitação de Professores Engº Canto Resende (portanto a instituição orgânica mais antiga desta universidade), é sediada no campus Liceu Dr. Francisco Machado; oferta os seguintes cursos:
- Licenciatura em Educação - Ensino da Língua Inglesa
- Licenciatura em Educação - Ensino da Língua Portuguesa
- Licenciatura em Educação - Ensino da Língua Tétum
- Licenciatura em Educação - Ensino de Biologia
- Licenciatura em Educação - Ensino de Educação Física e Desporto
- Licenciatura em Educação - Ensino de Física
- Licenciatura em Educação - Ensino de Matemática
- Licenciatura em Educação - Ensino de Química
- Licenciatura em Educação - Formação de Professores do Ensino Básico

Há também três órgãos ligados a esta faculdade, sendo eles:
- Instituto Nacional de Linguística (INL): entre outras iniciativas, promove o desenvolvimento do tétum, uma das duas línguas oficiais do país.[18]
- Centro de Língua Portuguesa (CLP): além do ensino da língua portuguesa na UNTL é o regulador da variante Português de Timor-Leste.[19]
- Centro de Língua Inglesa (CLI): vocacionado ao ensino e difusão da língua inglesa dentro da UNTL.

#### Centro de Língua Portuguesa
O Centro de Língua Portuguesa, inaugurado em 2001, assegura a licenciatura em língua portuguesa e culturas lusófonas, mantendo espaço próprio para o acervo bibliográfico e multimédia, composto por materiais das áreas da pedagogia, linguística, literatura e história. O Centro de Língua Portuguesa leciona ainda cursos extracurriculares de formação e aperfeiçoamento em língua portuguesa, vocacionados para quadros médios e superiores, timorenses e internacionais, nos sectores da administração pública e nas áreas jornalística, bancária, hotelaria e turismo.
O Centro Cultural Português, anexo ao centro, foi criado em 2001 e inclui uma biblioteca que abrange as obras portuguesas, brasileiras, africanas de expressão oficial portuguesa e timorenses; um espaço multimédia, com acesso gratuito à internet, uma videoteca, com cerca de cento e cinquenta filmes lusófonos, e uma fonoteca com milhares de horas de música erudita e popular lusófona.

### Faculdade de Engenharia, Ciências e Tecnologia

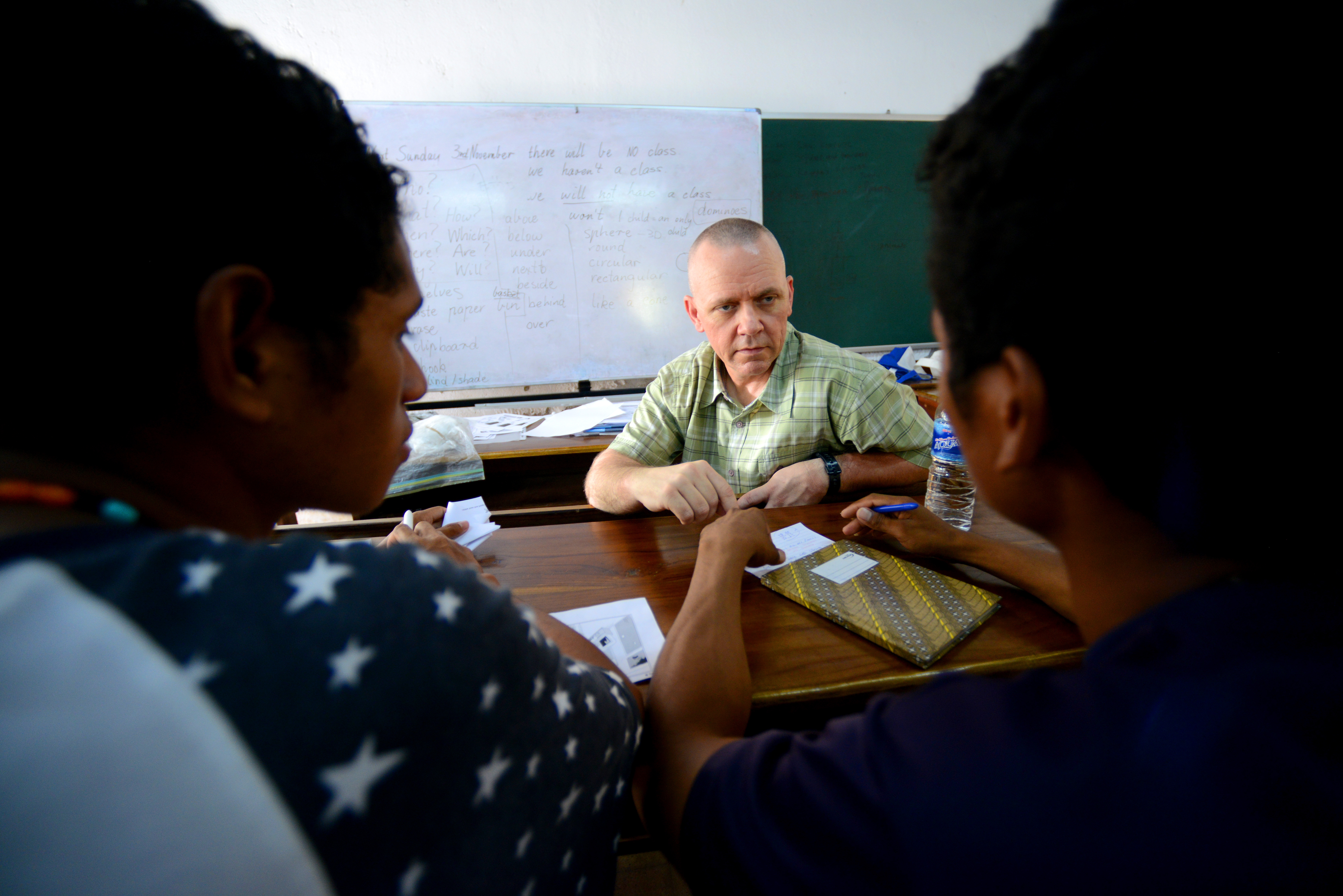
Rod Moore, Capitão da Marinha dos Estados Unidos, ministrando aula de inglês a estudantes de engenharia da UNTL.

Sediada no campus de Hera, oferta os seguintes cursos:
- Licenciatura em Engenharia Civil
- Licenciatura em Engenharia Eletrotécnica e Eletrónica
- Licenciatura em Engenharia Informática
- Licenciatura em Engenharia Mecânica
- Licenciatura em Geologia e Petróleo

### Faculdade de Filosofia
Substituta da Escola Superior de Filosofia, está sediada no campus Central; oferta os seguintes cursos:
- Licenciatura em Filosofia

### Faculdade de Medicina e Ciências da Saúde
Sediada no campus Caicoli, oferta os seguintes cursos:
- Bacharelato em Ciências Biomédicas e Laboratoriais
- Licenciatura em Enfermagem
- Bacharelato em Farmácia
- Licenciatura em Medicina Geral
- Bacharelato em Nutrição e Dietética
- Licenciatura em Parteira

### Centros de investigação
Junto a estrutura da universidade há ainda quatro centros de investigação:
- Centro Nacional de Investigação Científica (CNIC)
- Instituto de Estudos de Paz, Conflito e Social (IEPCS)
- Centro de Estudos de Género (CEG)
- Centro para a Mudança Climática e Biodiversidade (CMCB)

## Convênios
A UNTL preserva uma forte cooperação com as universidades brasileiras, principalmente com a Universidade da Integração Internacional da Lusofonia Afro-Brasileira (UNILAB), instituição que absorve a maior parte dos bolsistas de ensino e pesquisa vindos de Timor. A UNILAB também coopera em questões de experiência administrativa e técnica

## Reitores
| Nome                              | Mandato                                         | Filiação                                   | Forma de eleição                      |
| --------------------------------- | ----------------------------------------------- | ------------------------------------------ | ------------------------------------- |
| Armindo Maia                      | 17 de novembro de 2000 a 19 de setembro de 2001 | Faculdade de Ciências Sociais              | Indicação da comunidade universitária |
| Benjamim de Araújo e Côrte-Real   | 19 de setembro de 2001 a 1 de dezembro de 2010  | Instituto Nacional de Linguística          | Indicação da UNTAET                   |
| Aurélio Sérgio Cristóvão Guterres | 1 de dezembro de 2010 a 13 de janeiro de 2016   | Centro Nacional de Investigação Científica | Eleição via Conselho Geral da UNTL    |
| Francisco Miguel Martins          | 13 de janeiro de 2016 a 18 de janeiro de 2021   | Faculdade de Educação, Artes e Humanidades | Eleição via Conselho Geral da UNTL    |
| João Soares Martins               | 19 de janeiro de 2021 a atualidade              | Faculdade de Medicina e Ciências da Saúde  | Eleição via Conselho Geral da UNTL    |

## Pessoas notáveis
- Geoffrey Hull (ex-professor universitário[28]) - linguista, etnólogo e historiador;
- José Adelino Maltez (ex-professor universitário[29]) - cientista político;
- João Paulo Esperança (professor universitário[30]) - linguista e tradutor;
- Lúcia Lobato (ex-professora universitária[31]) - jurista e política;
- Flávia Ba (professora universitária) - linguista e diretora do Centro de Língua Portuguesa;
- Zacarias da Costa (professor universitário[32]) - político e cientista social;
- Manuel Caldeira Cabral (ex-professor universitário) - economista e político;
- Natália Carrascalão (alumnus) - advogada, política e diplomata;
- Hélder Lopes (alumnus) - economista e Vice-Ministro das Finanças de Timor Leste;
- Nino Konis Santana (alumnus da Escola Canto Resende[33]) - professor primário, político e militar.